# Беркли (Колорадо)
Беркли (енгл. Berkley) насељено је место без административног статуса у америчкој савезној држави Колорадо.

## Демографија
По попису из 2010. године број становника је 11.207, што је 464 (4,3%) становника више него 2000. године.
| Група             | 2000.         | 2010.         |
| Белци             | 5.294 (49,3%) | 4.150 (37,0%) |
| Афроамериканци    | 117 (1,1%)    | 174 (1,6%)    |
| Азијати           | 506 (4,7%)    | 451 (4,0%)    |
| Хиспаноамериканци | 4.643 (43,2%) | 6.240 (55,7%) |
| Укупно            | 10.743        | 11.207        |